# EXE (テレビ番組)
『EXE』（イーエックスイー）は、2010年4月18日（17日深夜）より同年9月26日（25日深夜）までTBS系列にて放送されたトークバラエティ番組である。台湾の地上波5大ネットワークの中国電視公司でも日本での放送から90分後の1時30分から放送されている（中文字幕版で放送）。
ちなみに、タイトル表記は『EXILE』でありEとXが赤、それ以外のI、Lが白となる。

## 概要
本番組は2009年4月19日（18日深夜）から2010年3月28日（27日深夜）まで放送された『EXH〜EXILE HOUSE〜』の続編番組であり、毎週EXILEが1組のゲストとトークを行うバラエティ番組である。なお、放送スタジオは『EXH』のセットを赤色にアレンジしてそのまま使用していた。
前番組『EXH』が好評でEXILEが日本国外でも評価されていることから、番組の海外進出が模索された。そこに台湾のDTVが名乗りを挙げた。台湾進出が発表された2010年4月8日にCTVはニュース番組で取り上げ、告知スポットを大量に放送した。なお、現地日本語放送局でない現地の地上波で24時間以内の同日放送を実現するのは極めて画期的で稀な試みである。TBSは今後、台湾だけでなくアジア各国や欧米にも視野を広げ、放送実現を目指していく予定である。2010年4月12日に開催されたフランス・カンヌの国際テレビ見本市のメイン会場正面出入り口の巨大スペースで番組の宣伝を行う。
前番組はハウス食品グループ（クレジット上はハウス食品と関連会社・ハウスウェルネスフーズ）の単独協賛だったが、この番組ではハウスグループが撤退し、複数協賛社が番組を提供している。
2010年10月から日曜日22時枠で毎日放送・TBSの共同製作による同じEXILE出演の『EXILE魂』を立ち上げており、本番組は同年9月25日を以て終了したものの、『EXILE魂』も2012年9月23日を以て終了した。しかし同年11月5日より火曜0時台（月曜深夜）前半枠にて『EX-LOUNGE』がTBSなど一部系列局で放送されているものの、2013年3月18日に終了。

## 出演者
- EXILE
- 野田圭一（ナレーション）

## ゲスト
※第10回は「EXILE×サッカー日本代表 緊急生放送サッカー日本代表直撃」となったため、トークコーナーはなし。
| 回数   | 放送日（TBS） | ゲスト                                               |
| ------ | ------------- | ---------------------------------------------------- |
| 第01回 | 2010年4月18日 | 和田アキ子                                           |
| 第02回 | 2010年4月25日 | 和田アキ子                                           |
| 第03回 | 2010年5月2日  | みのもんた                                           |
| 第04回 | 2010年5月9日  | みのもんた                                           |
| 第05回 | 2010年5月16日 | 徳永英明                                             |
| 第06回 | 2010年5月23日 | 泉谷しげる                                           |
| 第07回 | 2010年5月30日 | 泉谷しげる                                           |
| 第08回 | 2010年6月6日  | 山口智充                                             |
| 第09回 | 2010年6月13日 | 山口智充                                             |
| 第10回 | 2010年6月20日 | なし                                                 |
| 第11回 | 2010年6月27日 | 佐々木健介、浜口京子、魔裟斗                         |
| 第12回 | 2010年7月11日 | 佐々木健介、浜口京子、魔裟斗                         |
| 第13回 | 2010年7月18日 | テリー伊藤                                           |
| 第14回 | 2010年7月25日 | テリー伊藤                                           |
| 第15回 | 2010年8月1日  | 岡崎慎司、阿部勇樹                                   |
| 第16回 | 2010年8月8日  | ロッチ、ザブングル、我が家                           |
| 第17回 | 2010年8月15日 | ロッチ、ザブングル、我が家                           |
| 第18回 | 2010年8月22日 | なし                                                 |
| 第19回 | 2010年8月29日 | 竜兵会（上島竜兵、肥後克広、土田晃之、デンジャラス） |
| 第20回 | 2010年9月5日  | 竜兵会（上島竜兵、肥後克広、土田晃之、デンジャラス） |
| 第21回 | 2010年9月12日 | 伊藤英明                                             |
| 第22回 | 2010年9月19日 | 伊藤英明                                             |
| 第23回 | 2010年9月26日 | なし                                                 |

### サプライズゲスト
- 板東英二（4月18日、4月25日）
- 北斗晶（6月24日）
- 有吉弘行（9月5日）

## 主なコーナー
EXILE Presents VOCAL BATTLE AUDITION 2 〜夢を持った芸人達へ〜
2010年2月10日から開催されているオーディション「EXILE Presents VOCAL BATTLE AUDITION 2 〜夢を持った若者達へ〜」のパロディ。司会はMAKIDAIが担当。夢を持ったリズム芸人がネタを披露。それを見て笑った審査員には、罰としてセンブリ茶が用意される。
審査員
2010年4月24日 - 2010年5月15日
左からUSA、MATSU、HIRO、TETSUYA、NAOTO、KEIJI
2010年5月15日 - 現在
左からKENCHI、SHOKICHI、ATSUSHI、HIRO、TETSUYA、AKIRA
KENCHI MAN
KENCHIによるコーナー。KENCHIとは別人で、EXILEが大好きでKYな男という設定。EXILE魂に引き継がれた。BGMとして「とんでも戦士ムテキング」の曲を使用。登場の際は「Choo Choo TRAIN」のような振り付け（その際BGMとしてこの楽曲が使われる）の後、「ケンチマーン！」と叫ぶ。
○○（○○にはメンバーの名前が入る）のすべらない話
『人志松本のすべらない話』のパロディー。

### その他のコーナー
EXILEのエグズバッ!
TBSの朝ワイド番組『みのもんたの朝ズバッ!』のパロディ。みのもんたがゲスト出演していた第3回と4回のみに実行した。ロゴの絵はEXILEのメンバー分存在している。第8回にはみのさん公認という形で、ロゴの絵が山口智充になり登場。
歌
番組の後半で行われる。今まで唄った歌が以下のようになっている。
| 回数   | 放送日（TBS） | 歌                                  |
| ------ | ------------- | ----------------------------------- |
| 第01回 | 2010年4月18日 | なし                                |
| 第02回 | 2010年4月25日 | なし                                |
| 第03回 | 2010年5月2日  | 願い                                |
| 第04回 | 2010年5月9日  | One Wish                            |
| 第05回 | 2010年5月16日 | なし                                |
| 第06回 | 2010年5月23日 | VICTORYのPV披露                     |
| 第07回 | 2010年5月30日 | なし                                |
| 第08回 | 2010年6月6日  | なし                                |
| 第09回 | 2010年6月13日 | GOING ON、VICTORYのPV披露           |
| 第10回 | 2010年6月20日 | なし                                |
| 第11回 | 2010年6月27日 | Angel（アレンジはAcoustic Version） |
| 第12回 | 2010年7月11日 | なし                                |
| 第13回 | 2010年7月18日 | One Wish                            |
| 第14回 | 2010年7月25日 | なし                                |
| 第15回 | 2010年8月1日  | 24karats STAY GOLD                  |
| 第16回 | 2010年8月8日  | One Wish                            |
| 第17回 | 2010年8月15日 | 願い                                |
| 第18回 | 2010年8月22日 | なし                                |
| 第19回 | 2010年8月29日 | 24karats STAY GOLD                  |
| 第20回 | 2010年9月5日  | なし                                |
| 第21回 | 2010年9月12日 | もっと強くのPV披露                  |
| 第22回 | 2010年9月19日 | I Wish For YouのPV披露              |
| 第23回 | 2010年9月26日 | なし                                |

※2010年8月8日（7日深夜）放送からは、曲名のほかに、作詞・作曲者名が付くようになった。
※よく唄われるのはOne Wishである。

## スタッフ
- 構成：桜井慎一、北本かつら、大井達朗、大森和平、清隼一郎
- TM：寿田道陽
- TD：山下直
- CAM：中野真悟
- VE：高橋康弘、山田賢司
- 照明：清水朝彦、松本修一
- 音声：森和哉、菅原正巳
- PA：井上忠紀
- 音効：木村佳子
- VTR編集：奈良貢
- MA：池亀淳一
- TK：飯塚愛美
- 美術プロデューサー・美術デザイナー：山口智広
- 美術制作：杉山弘子
- 装置：相良比佐夫
- 操作：福田良二
- 装飾：徳田圭次
- 電飾：伊吹英之
- アクリル装飾：近藤樹也
- 楽器：高井啓光
- スタイリスト：MASAH
- ヘアメイク：落合英司、千絵、水野明美、久保木和範
- CGタイトル：OMNIBUS JAPAN
- AP：谷岡千江里、石田桂子
- ディレクター：伊藤四九、早川康弘
- 演出：木田国士
- プロデューサー：石橋孝之、角田陽一郎
- チーフプロデューサー：近藤誠
- 技術協力：エヌ・エス・ティー、東通、TAMCO、ティ・エル・シー、ダブルビジョン、SJP
- 制作協力：LDH
- 製作著作：TBS

## ネット局と放送時間
| 放送エリア     | 放送局               | 放送時間（JST）                  |
| -------------- | -------------------- | -------------------------------- |
| 関東広域圏     | TBSテレビ （制作局） | 日曜日 0:00 - 0:30（土曜日深夜） |
| 北海道         | 北海道放送           | 日曜日 0:00 - 0:30（土曜日深夜） |
| 青森県         | 青森テレビ           | 日曜日 0:00 - 0:30（土曜日深夜） |
| 岩手県         | IBC岩手放送          | 日曜日 0:00 - 0:30（土曜日深夜） |
| 宮城県         | 東北放送             | 日曜日 0:00 - 0:30（土曜日深夜） |
| 山形県         | テレビユー山形       | 日曜日 0:00 - 0:30（土曜日深夜） |
| 福島県         | テレビユー福島       | 日曜日 0:00 - 0:30（土曜日深夜） |
| 新潟県         | 新潟放送             | 日曜日 0:00 - 0:30（土曜日深夜） |
| 長野県         | 信越放送             | 日曜日 0:00 - 0:30（土曜日深夜） |
| 山梨県         | テレビ山梨           | 日曜日 0:00 - 0:30（土曜日深夜） |
| 富山県         | チューリップテレビ   | 日曜日 0:00 - 0:30（土曜日深夜） |
| 石川県         | 北陸放送             | 日曜日 0:00 - 0:30（土曜日深夜） |
| 静岡県         | 静岡放送             | 日曜日 0:00 - 0:30（土曜日深夜） |
| 中京広域圏     | 中部日本放送         | 日曜日 0:00 - 0:30（土曜日深夜） |
| 近畿広域圏     | 毎日放送             | 日曜日 0:00 - 0:30（土曜日深夜） |
| 鳥取県・島根県 | 山陰放送             | 日曜日 0:00 - 0:30（土曜日深夜） |
| 岡山県・香川県 | 山陽放送             | 日曜日 0:00 - 0:30（土曜日深夜） |
| 広島県         | 中国放送             | 日曜日 0:00 - 0:30（土曜日深夜） |
| 山口県         | テレビ山口           | 日曜日 0:00 - 0:30（土曜日深夜） |
| 愛媛県         | あいテレビ           | 日曜日 0:00 - 0:30（土曜日深夜） |
| 高知県         | テレビ高知           | 日曜日 0:00 - 0:30（土曜日深夜） |
| 福岡県         | RKB毎日放送          | 日曜日 0:00 - 0:30（土曜日深夜） |
| 長崎県         | 長崎放送             | 日曜日 0:00 - 0:30（土曜日深夜） |
| 熊本県         | 熊本放送             | 日曜日 0:00 - 0:30（土曜日深夜） |
| 大分県         | 大分放送             | 日曜日 0:00 - 0:30（土曜日深夜） |
| 宮崎県         | 宮崎放送             | 日曜日 0:00 - 0:30（土曜日深夜） |
| 鹿児島県       | 南日本放送           | 日曜日 0:00 - 0:30（土曜日深夜） |
| 沖縄県         | 琉球放送             | 日曜日 0:00 - 0:30（土曜日深夜） |
| 台湾           | 中国電視公司         | 日曜日 1:30 - 2:00（土曜日深夜） |